# Liste der Monuments historiques in Cenans
Die Liste der Monuments historiques in Cenans führt die Monuments historiques in der französischen Gemeinde Cenans auf.

## Liste der Objekte
| Bezeichnung                  | Beschreibung                                                                    | Standort                                 | Kennzeichnung | Schutzstatus | Datum | Bild |
| ---------------------------- | ------------------------------------------------------------------------------- | ---------------------------------------- | ------------- | ------------ | ----- | ---- |
| Zwei Gemälde von Bischöfen   | Ölfarbe auf Leinwand, 19. Jahrhundert, von Jules Guichard                       | Guiseuil, in der Kirche St-Martin (Lage) | PM70002303    | Inscrit      | 1996  |      |
| Gemälde Heiliger Franz-Xaver | Ölfarbe auf Leinwand, 19. Jahrhundert, von Jules Guichard; nach Nicolas Poussin | Guiseuil, in der Kirche St-Martin (Lage) | PM70002304    | Inscrit      | 1996  |      |
| Kruzifix                     | Holz, farbig gefasst, Ende des 17. Jahrhunderts                                 | Guiseuil, in der Kirche St-Martin (Lage) | PM70002305    | Inscrit      | 1996  |      |
| Linker Seitenaltar           | Altartisch und Retabel; Holz, um 1700                                           | Guiseuil, in der Kirche St-Martin (Lage) | PM70002306    | Inscrit      | 1996  |      |
| Rechter Seitenaltar          | Altartisch und Retabel; Holz, um 1700                                           | Guiseuil, in der Kirche St-Martin (Lage) | PM70002307    | Inscrit      | 1996  |      |
| Taufaltar                    | Retabel und Gemälde; Holz, Ölfarbe auf Leinwand, 18. Jahrhundert                | Guiseuil, im Pfarrhaus (Lage)            | PM70002310    | Inscrit      | 1996  |      |
| Gemälde Heiliger Martin      | Ölfarbe auf Leinwand, 19. Jahrhundert, von Jules Guichard                       | Guiseuil, in der Kirche St-Martin (Lage) | PM70002550    | Inscrit      | 1996  |      |